# Karl Pabst (Maler)
Karl (Alfred) Pabst (* 2. Dezember 1884 in Leipzig; † 6. Mai 1971 in Bremen) war ein deutscher Maler, Zeichner und Lithograf.

## Biografie
Pabst war der Sohn eines Schlossers und Werkzeugmeisters. Er absolvierte auf Grund seines frühen zeichnerischen Talents eine lithographische Lehre und illustrierte dabei unter anderem Zeitschriften. 1902 studierte er an der Königlichen Akademie für graphische Künste und Buchgewerbe Leipzig. Er zog dann nach München, von wo er Studienreisen unternahm. Von 1914 bis 1915 war er als  Retuscheur in Chemnitz tätig und danach bis 1918 Soldat im Ersten Weltkrieg. 1916 heiratete er. 
1919 siedelte er sich in Bremen an. Er war als Zeichner und Lithograf tätig und leitete bald eine Steindruckerei und Lithografie-Anstalt der Druckerei Hauschild. Von 1924 bis 1925 war er Leiter der Druckerei und Kartonagenfabrik Kito-Packung AG in Vegesack. Nach deren Konkurs leitete Pabst die Lithografische Anstalt der Bremer Druckerei AG. Von 1926 bis 1932 war er als freier Künstler aktiv; danach arbeitete er beim Kataster- und Vermessungsamt in Bremen. Nach dem Zweiten Weltkrieg gründete er 1954 ein Geschäft als Kunstmaler und Grafiker.
Pabst war in Bremen als vielseitiger Künstler bekannt; als Maler für seine stimmungsvollen Landschaftsbilder und Stadtansichten und als Grafiker für Urkunden, Karten und Werbe-Illustrationen. Viele Bilder hängen vor allem in öffentlichen Gebäuden in Bremen aus.

## Schriften
- Praktische Perspektive. Aus: Die Mappe. Callwey, München 1918.